# Шпренгель, Антон
А́нтон Шпре́нгель (нем. Anton Sprengel, 1803—1851) — немецкий (прусско-саксонский) ботаник.

## Биография
Родился 13 сентября 1803 года в Галле младшим сыном в семье ботаника Курта Шпренгеля и его супруги Софии Генриетты Каролины, в девичестве Кеферштайн.
Учился в Университете Галле, в 1825 году получил степень доктора философии (диссертация была издана только в 1828 году). В 1828 году Антон Шпренгель прошёл хабилитацию. С 1829 года читал лекции в Университете Галле в звании приват-доцента.
Шпренгель участвовал в Шлезвиг-Гольштейнской войне. 26 января 1851 года он скончался в военном госпитале в Рендсбурге.

## Некоторые научные работы
Антон Шпренгель принимал участие в написании 16-го издания Systema Vegetabilium Курта Шпренгеля (1828).
- Sprengel, A. Commentatio de Psarolithis. — Halae, 1828. — 42 p.
- Sprengel, A. Tentamen supplementi ad Systematis vegetabilium. — Gottingae, 1828. — 35 p.
- Sprengel, A. Anleitung zur Kenntniss in der Umgegend von Halle wildwachsenden phanerogamischen Gewächse. — Halle, 1848. — 538 p.